# Carlos Septién
Carlos Septién (1923. január 18. – 1978) mexikói labdarúgó, csatár. Fia a Dallas Cowboys amerikaifutball-csapat korábbi kickere, Rafael Septién.

## Pályafutása
Karrierje során három csapatban, az Españában, az Atlantében és a Tampicóban játszott.
A mexikói válogatottban tizenhárom meccse van, amiken hat gólt szerzett. Két világbajnokságon, az 1950-es és az 1954-esen vett részt.

## Külső hivatkozások
- Carlos Septién – a FIFA adatbázisában